# 小薗江圭子
小薗江 圭子（おそのえ けいこ、1935年 - 2011年）は、日本の作家、作詞家、映像作家、アニメーター。本名・平川圭子。

## 来歴
東京生まれ。9歳まで銀座に住む。日本女子大学在学中からぬいぐるみ作家として注目され、その後イラストレーター、童話作家、エッセイストとしても活躍。初期の「みんなのうた」のアニメ作家でもあり、「この広い野原いっぱい」の作詞者としても知られる。
「うちのネコ ぼくのネコ」「魔法のワルツ（魔法使いチャッピー）」「夕やけ番長」などの作詞のほか、『モザイクの馬』『耳かきのすきな王様』『生活美人』などの著作がある。「ツビレグ ツブレグ マーチ」「新しい動画 3つのはなし」のアニメ映像も担当した。2011年に76歳で没。

## 作品一覧（作詞）

### みんなのうた
- クィクワイマニマニ / 東京少年少女合唱隊（1961年6月・7月放送）
- ゴンピンピンの歌 / ダーク・ダックス（1961年10月・11月放送）
- レロンレロンシンタ / 岸洋子（1965年6月・7月放送）
- ドナドナ / 岸洋子（1966年2月・3月放送）
- ひなげし / ペギー葉山、大阪放送児童合唱団（1966年8月・9月放送）
- かあさんはいそがしい / 真理ヨシコ、蒲郡児童合唱団（1967年2月・3月放送）
- 何かいいことあるらしい / 天地総子（1968年2月・3月放送）
- いもうとはおなかがいたいんだ / 九重佑三子（1968年12月・1969年1月放送）
- うちのネコ ぼくのネコ / ジュディ・オング（1969年8月・9月放送）
- ツビレグ ツブレグ マーチ / 東京少年少女合唱隊（1970年6月・7月放送）

### その他
- この広い野原いっぱい / 森山良子（1967年）
- 夕やけ番長（1968年 アニメ）
  - 夕やけ番長（オープニング）/ 加藤みどり
- 魔法使いチャッピー（1972年 アニメ）
  - 魔法使いチャッピー（オープニング）/ シンガーズ・スリー
  - ドンちゃんのうた（エンディング）/ 富田耕生
  - 魔法のワルツ（挿入歌）/ 小野木久美子